# 塩化アリル
塩化アリル（えんかアリル、Allyl chloride）は、有機ハロゲン化合物である。無色の液体で、水には不溶だが、有機溶媒には溶ける。一般に製薬、農薬のアルキル化剤として使われている。また、合成樹脂の架橋剤原料としても使用され、一部の熱硬化性樹脂を構成している。毒性があり、燃えやすい物質である。

## 有機合成
塩化アリルは一般に有機合成化学のビルディングブロックとして用いられる。例えばシアン化すればシアン化アリル ({\displaystyle {\ce {CH2=CHCH2CN}}})、還元してカップリングさせるとジアリル ({\displaystyle {\ce {CH2=CHCH2CH2CH=CH2}}})、パラジウム(0) へ酸化的付加させるとアリルパラジウム(II)クロリド（二量体）{\displaystyle {\ce {(C3H5)2Pd2Cl2}}} が得られる。

## 合成
塩化アリルは500℃でプロピレンと塩素を反応させると得られる。
{\displaystyle {\ce {CH3CH=CH2\ + Cl2 -> ClCH2CH=CH2\ + HCl}}}